# سیارک ۶۳۶۶
سیارک ۶۳۶۶ (به انگلیسی: 6366 Rainerwieler، نامگذاری:1981UM22) شش هزار و سیصد و شصت و ششمین سیارک کشف شده‌است که در ۲۴ اکتبر ۱۹۸۱ کشف شد.
قدر مطلق سیارک برابر ۶۱.۶ است.